# Multilingüisme

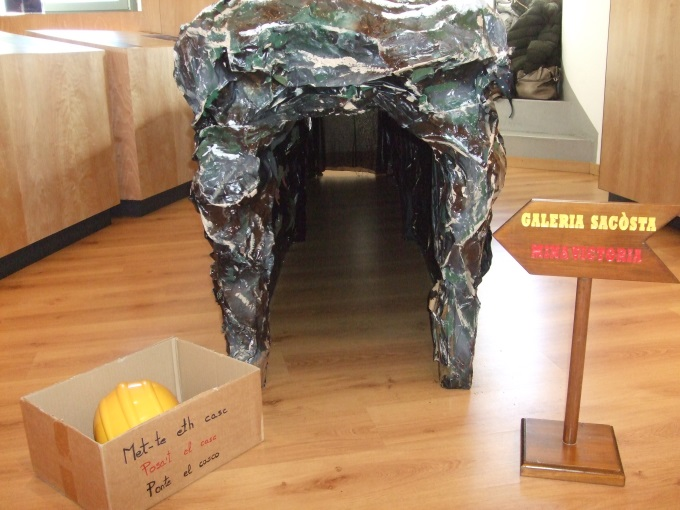
"Posa't el casc", escrit informalment a una caixa de cartró a una comunitat multilíngüe, en les tres llengües que s'hi parlen

Multilingüisme o plurilingüisme és un terme de la sociolingüística per referir-se a un individu que pot usar dos o més idiomes, una comunitat de parlants en què s'usen dues o més llengües, o la comunicació entre parlants de diferents idiomes. Per a fer referència a l'existència de dues (bilingüisme) o més llengües en contacte.
El cervell dels humans està adaptat al plurilingüisme i gran part de les societats que s'han desenvolupat al llarg de la història han funcionat amb la coexistència de diversos codis lingüístics com per exemple l'antic Egipte o el cas de les llengües clàssiques i les vernaculars en l'Europa del Renaixement.
En cas de l'ús per part d'una població de tres o més llengües els esquemes habituals de la sociolingüística (diglòssia, substitució lingüística) han de ser adaptats a la nova situació que ja no és la del bilingüisme.
D'una banda es pot diferenciar entre la capacitat de cada individu de ser competent en diversos idiomes, és a dir ser un poliglot, i de l'altra pel coneixement i ús comunicatiu per part d'una societat de diversos idiomes. En són un exemple les comunitats situades en una frontera internacional com el cas de la Vall d'Aran (aranès, català, castellà i francès) o la dels estats que pertanyien a l'Imperi Austrohongarès on gran part de la població coneix la llengua pròpia, l'alemany, el rus i recentment l'anglès.

## Multilingüisme en un individu
Una persona multilingüe o poliglota, segons la definició més àmplia, és qualsevol que pugui comunicar-se en més d'un idioma, sigui activament (escrivint o parlant-lo) o passiva (escoltant o llegint-lo). De manera més específica, hom usa els termes bilingüe i trilingüe per descriure situacions en què es tracta de dos o tres idiomes, respectivament.
Es pot definir estrictament el multilingüisme com l'habilitat d'utilitzar amb fluïdesa quasi nativa dos o més idiomes. Com menys estricta és la definició, menor és el nivell requerit per ser considerat multilingüe.
Els parlants multilingües han adquirit i mantingut almenys una llengua durant la infància, l'anomenada llengua mare (L1). Les llengües mares s'adquireixen sense necessitat d'una educació formal, per mitjà de mecanismes molt discutits. Els nens que adquireixen dues llengües mares des del naixement reben el nom de bilingües simultanis. Fins i tot en aquestes persones hi sol haver una llengua predominant. Aquest tipus de bilingüisme passa sovint quan un nen és educat per pares bilingües en un ambient predominantment unilingüe.

## Aprendre un llenguatge

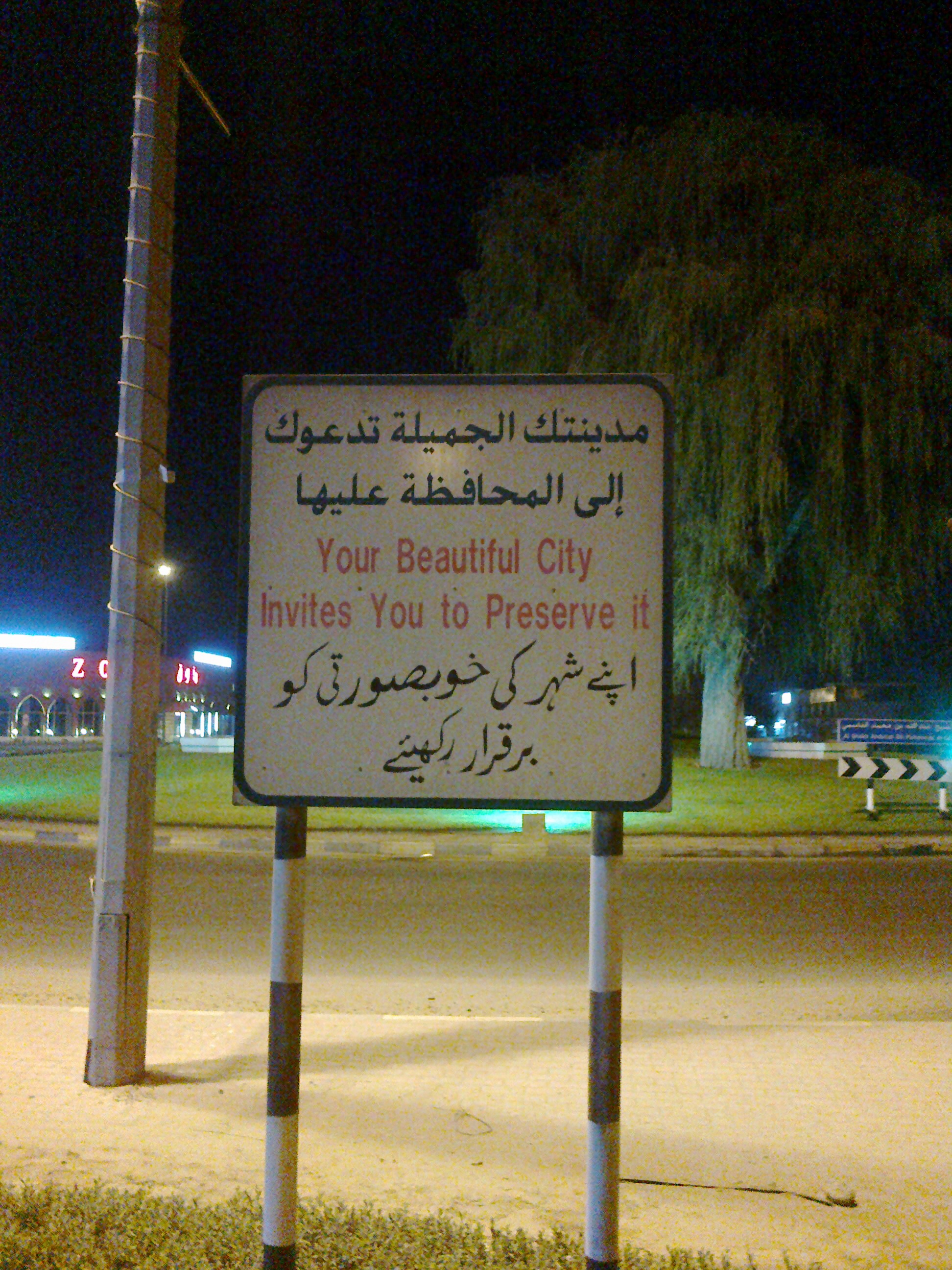
Els rètols multilingües, el doblatge d'audiovisuals i la conversa poden ajudar a aprendre noves llengües

Un punt de vista molt estès, però molt criticat, és el del lingüista estatunidenc Noam Chomsky en allò que anomena el mecanisme d'adquisició del llenguatge - un mecanisme que permet a un individu reproduir correctament les normes (gramàtica) que utilitzen els parlants que l'envolten. Segons Chomsky, aquest mecanisme d'adquisició del llenguatge perd efectivitat amb el temps, i ja és gairebé inexistent a la pubertat, cosa que explicaria els resultats relativament dolents que tenen els adolescents i els adults en l'aprenentatge d'una segona llengua (L2).
Els parlants multilingües disposen de més d'un idioma; poden ser tant llengües mares com segones llengües. Si l'aprenentatge d'una llengua és un procés cognitiu i no un mecanisme d'adquisició, com ho suggereix Stephan Krashen, només hi hauria diferències relatives entre els dos tipus d'aprenentatge lingüístic.
Durant els últims anys ha aparegut un nou corrent de pensament que argumenta que l'aprenentatge lingüístic es basa en una mescla dels dos sistemes mencionats anteriorment.

### La comparació de parlants multilingües
Fins i tot quan algú parla fluidament dos o més llengües, la seva habilitat comunicativa pot ser diferent. Els lingüistes distingeixen diversos tipus d'habilitat multilingüe, que es poden classificar més o menys en dues categories:
- Pels bilingües conceptuals, les paraules i frases expressades en diferents llengües representen el mateix concepte. Això vol dir que, per exemple, perro i gos són dues paraules pel mateix concepte per a un bilingüe espanyol-català. Aquests parlants solen parlar els dos llenguatges amb fluïdesa.

- Pels bilingües coordinats, les paraules i les frases en diferents idiomes estan relacionades amb diferents conceptes. Per tant, un bilingüe coordinat relacionarà un concepte diferent a la paraula perro i a la paraula gos. En aquests individus hi ha un idioma que predomina, normalment la llengua mare, i solen "traduir" de la llengua mare a la segona llengua quan utilitzen aquesta última. Se sap que aquests parlants utilitzen una entonació i pronunciació diferents, i a vegades afirmen tenir diferents personalitats relacionades amb cadascuna de les llengües que parlen.

Dins d'aquests últims hi ha el subgrup dels bilingües subordinats, al qual pertanyen els parlants que comencen l'aprenentatge d'una nova llengua.
La distinció entre els dos grups és objecte de contenció. Quan s'estudien grups d'individus multilingües, la majoria tenen característiques d'ambdós tipus. Alguns autors han suggerit que la distinció s'hauria de fer únicament al nivell de la gramàtica i no del vocabulari; altres usen el terme "bilingüe coordinat" com un sinònim per algú que ha après dues o més llengües des del naixement, mentre que d'altres proposen oblidar la distinció.
Molts teòrics comencen a veure el bilingüisme com un "espectre o continuïtat de bilingüisme" que va des de l'estudiant d'una llengua, relativament monolingüe, fins a parlants bilingües que dominen les dues llengües.

#### Habilitats cognitives
S'ha comprovat que els individus bilingües que parlen amb fluïdesa dues llengües o més tenen una habilitat comunicativa i cognitiva més elevada, i que tenen més facilitat per aprendre llenguatges quan són adults que els parlants monolingües. Descobrir, quan encara són petits, que els conceptes es poden anomenar de diferents maneres dona un avantatge als bilingües.
Tanmateix, també existeix un fenomen conegut com a bilingüisme distractiu o semilingüisme. Quan l'adquisició de la primera llengua s'interromp abans que sigui suficient, o la primera llengua és influenciada per la segona, com pot passar amb nens immigrants, el parlant pot acabar amb dues llengües que parla pitjor que un parlant monolingüe. La immensa majoria de nens immigrants, nogensmenys, adquireixen un domini normal de les dues llengües.
Al Japó s'ha comprovat que un gran nombre de nens immigrants de més edat, els pares dels quals havien vingut d'altres nacions asiàtiques o de Sud-amèrica per treballar en fàbriques japoneses i la llengua dels quals era vista com menys prestigiosa que el japonès, eren capaços de comunicar-se amb altres nens al pati però no eren capaços de dominar la llengua a un nivell suficient per aprendre a l'escola. Com a resultat, milers d'aquests nens han abandonat el sistema educatiu sense arribar a dominar ni la llengua mare ni l'estrangera. Tot i que fa molt de temps que activistes de la comunitat reclamen ajut governamental, només fa uns anys que el Ministeri d'Educació Japonès va començar a estudiar aquest fet.
En aquests nens, l'alfabetització té un paper important en el desenvolupament del llenguatge. Els que ja podien llegir abans d'anar al Japó, i que foren capaços de conservar aquesta habilitat, arriben a mantenir i dominar la seva llengua mare. Si, en canvi, no tenen aquesta habilitat, és altament improbable que puguin dominar qualsevol de les dues llengües.

### Multilingües potencials
- Persones molt interessades en una llengua estrangera.
- Gent que necessita adquirir una segona llengua per raons pràctiques, com ara la feina, obtenció d'informació o entreteniment.
- Nens que estan en programes d'immersió lingüística.
- Els immigrants i llurs descendents. L'idioma original pot perdre's després d'una o dues generacions, especialment si la llengua nova té més prestigi.
- Els fills dels migrants. Tanmateix, els nens petits poden perdre ràpidament llur llengua L1 o L2 quan se'ls treu d'una comunitat lingüística.
- Persones que visquin en zones frontereres entre dos països amb llenguatges diferents. Si les dues llengües tenen el mateix prestigi, ambdues comunitats lingüístiques podrien esforçar-se per aprendre una llengua L2. Ara bé, en àrees en què una de les llengües té més prestigi que l'altre, els parlants de l'idioma menys prestigiós poden adquirir la llengua dominant com a L2. És possible que amb el pas del temps, les dues comunitats lingüístiques es fusionin amb l'extinció d'un dels idiomes de la zona.
- Els nens amb pares que parlen cadascun una llengua diferent i que viuen en comunitats multilingües. A les comunitats unilingües, quan els pares parlen cadascun una llengua diferent, els nens més petits poden semblar multilingües, però l'entrada a l'escola serà un factor de pressió important pel nen per aprendre la llengua de la comunitat dominant. Els fills més petits d'aquestes famílies són quasi sempre unilingües. D'altra banda, a les comunitats unilingües en què els pares tenen diferents L1, el nen pot ser multilingüe si ambdós pares parlen la mateixa llengua, i aquesta és diferent de la de la comunitat.
- Nens en comunitats lingüísticament riques en què cap dels idiomes és percebut com a més prestigiós que l'altre, i en què els parlants de les diferents llengües interaccionen sovint.
- Nens els pares dels quals coneixen una segona llengua, sigui formalment (en classes) o per immersió lingüística. El pare només parla en aquesta segona llengua al seu fill. Un estudi suggereix que, durant el procés d'ensenyament, el pare també millora les seves habilitats en aquesta llengua, ja que aprèn a usar-la en nous contexts a mesura que el seu fill creix i es desenvolupa lingüísticament.

## Comunitats multilingües

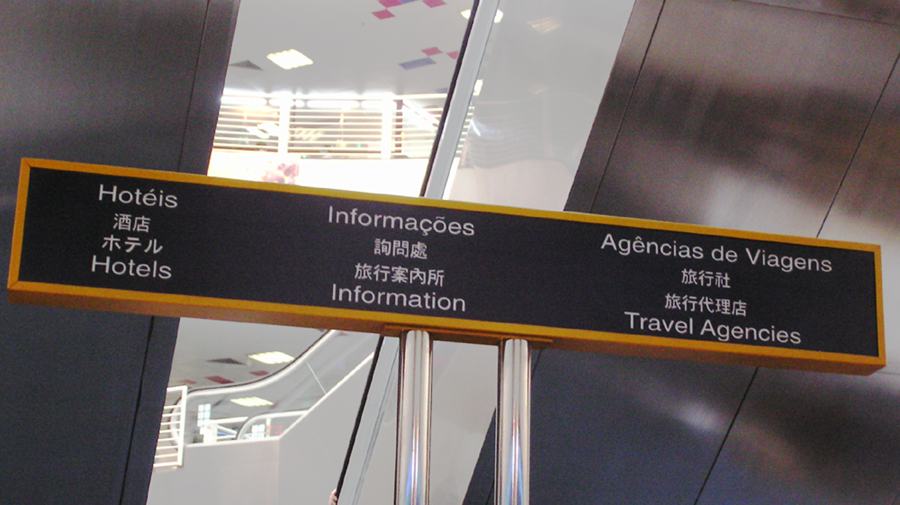
Un senyal multilingüe al Hong Kong-Macau Ferry Pier a Macau. A dalt de tot hi ha el portuguès i el xinès, les dues llengües oficials de la regió. A sota, hi ha el japonès i l'anglès, dues llengües usades habitualment pels turistes.

El multilingüisme és una forma de contacte lingüístic. El multilingüisme era més comú en el passat del que se sol suposar; antigament, quan la majoria de la gent formava part de petites comunitats lingüístiques, era necessari conèixer dues o més llengües per a comerciar o fer negocis a l'exterior de la pròpia comunitat. Això encara és cert avui en dia a llocs de gran diversitat lingüística com ara l'Àfrica o l'Índia. Alguns lingüistes estimen que el 50% de la població africana és multilingüe.
No cal que tots els parlants d'una societat multilingüe siguin multilingües. Quan tots ho són, els lingüistes classifiquen la comunitat segons la distribució funcional de les llengües:
- diglòssia: si hi ha una distribució funcional estructurada de les llengües, la societat és diglòssica. Zones típicament diglòssiques són les àrees d'Europa en què s'usa una llengua regional en contexts informals, mentre que en ocasions més formals se sol usar la llengua estatal. Frísia (frisi-alemany-neerlandès) o Lusàcia (sòrab-alemany) en són dos exemples ben coneguts. Alguns teòrics limiten l'ús del terme diglòssia a situacions en què els dos llenguatges estan íntimament relacionats, i es podrien considerar dialectes l'un de l'altre.
- ambilingüisme: una regió és ambilingüe si no existeix aquesta distribució funcional. En una zona típicament ambilingüe, és quasi impossible saber quin llenguatge s'usa en una situació determinada. L'ambilingüisme autèntic és rar. Es poden trobar tendències ambilingües a zones com ara Luxemburg, Singapur, Catalunya o algunes parts del Canadà.
- bilingüisme parcial: si hi ha més d'una llengua en una determinada zona, però la gran majoria de parlants són monolingües amb poc contacte amb els parlants d'altres llengües properes, la zona és parcialment bilingüe. Els Balcans en són un exemple.

## Multilingüisme entre parlants de diferents llengües

Graf on es veuen els idiomes originals de les persones que editen a la viquipèdia i en les llengües que escriuen, seguint el sentit de les fletxes, l'any 2013

Quan dues persones es troben, comença una relació. Si volen expressar complicitat i simpatia, solen buscar trets comuns en llur comportament. Si desitgen expressar distància o fins i tot aversió per la persona amb qui parlen, passa el contrari, i es busquen diferències. Aquesta teoria també és vàlida per als idiomes, com ha estat descrit per la teoria adaptativa de Giles.
Aquest canvi existeix en múltiples formes. Si el parlant té una actitud positiva envers els dos idiomes i envers el canvi de codi, es poden trobar molts canvis, fins i tot dins la mateixa frase. En canvi, si el parlant no és propens a canviar de codi, com quan no domina prou bé un dels idiomes, intentarà (conscientment o inconscient) camuflar la seva manca d'habilitat per mitjà de la conversió d'elements pertanyents a una llengua en element de l'altre idioma. Això fa que alguns parlants usin expressions com ara * of nothing (literalment, "pertanyent a no res") en anglès, en lloc d'utilitzar l'expressió correcta per dir "de res": you're welcome.
Aquests intercanvis lingüístics poden tenir lloc encara que els parlants no facin aquests canvis. En determinades zones, no és rar que hi hagi parlants que interaccionin usant un diferent idioma cadascun. Aquest fenomen es pot trobar, per exemple, a Escandinàvia. Els parlants del suec i el noruec poden comunicar-se fàcilment utilitzant cadascun el seu idioma. Això se sol anomenar discurs no convergent, un terme encunyat pel lingüista neerlandès Reitze Jonkman.
Un altre exemple és l'antic estat de Txecoslovàquia, en què hi havia dues llengües amb un ús estès: el txec i l'eslovac. Molts txecs i eslovacs comprenen ambdues llengües, tot i que només n'usen una (llur llengua mare) quan parlen. Per exemple, a Txecoslovàquia era normal veure dues persones parlant a la tele, cadascuna en un idioma diferent, i comprenent-se sense dificultat. També hi havia persones que llegien un llibre en un dels dos idiomes i després no recordava si l'havia llegit en txec o en eslovac. Aquest bilingüisme encara existeix avui en dia, tot i que ha començat a difuminar-se des de la fragmentació de Txecoslovàquia.

## Multilingüisme i senyalització

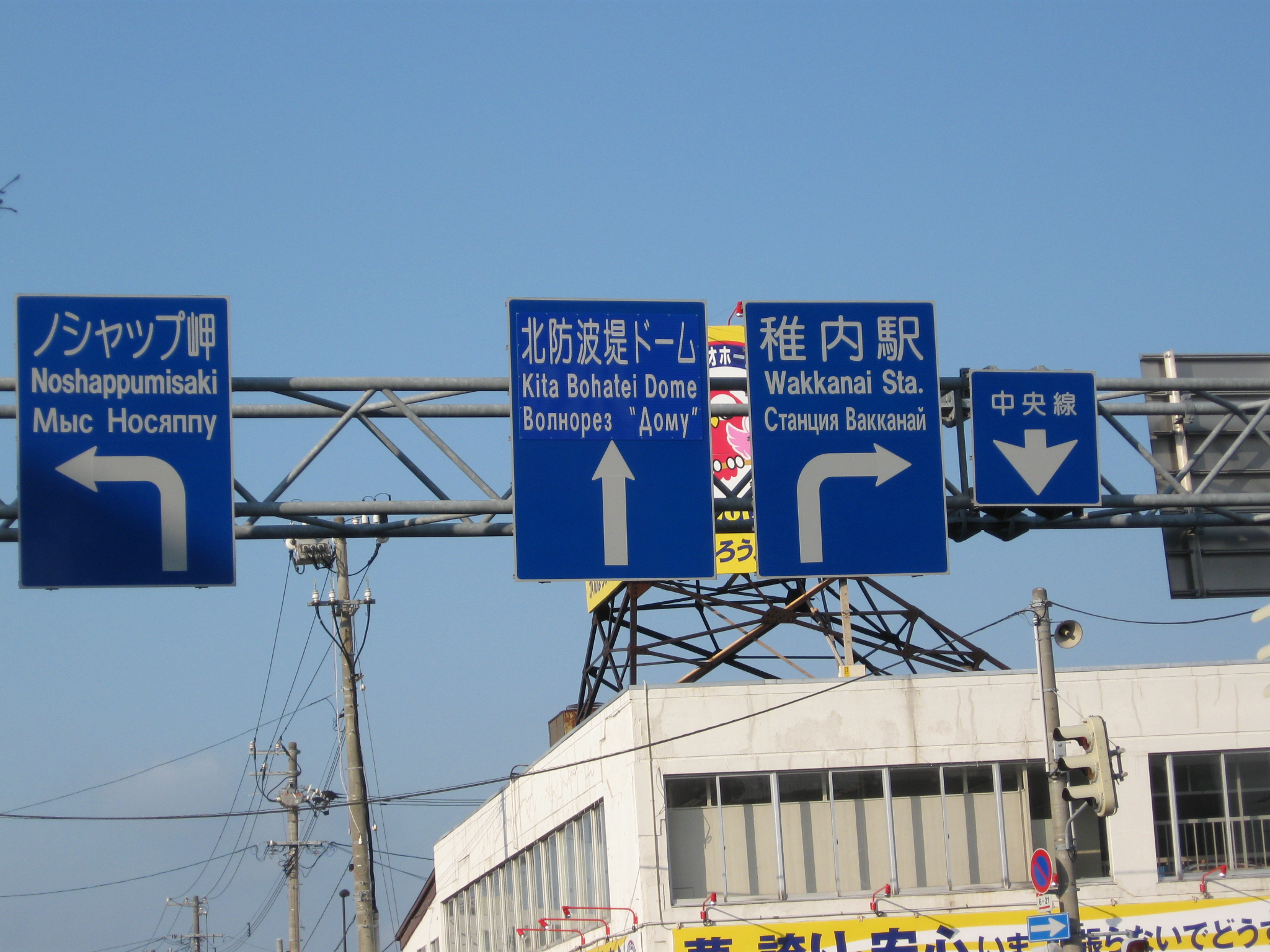
Senyalització viària multilingüe

El multilingüisme que sol ser més aparent és a la senyalització viària i en la senyalització en general.

## Multilingüisme i noms de plantes i animals

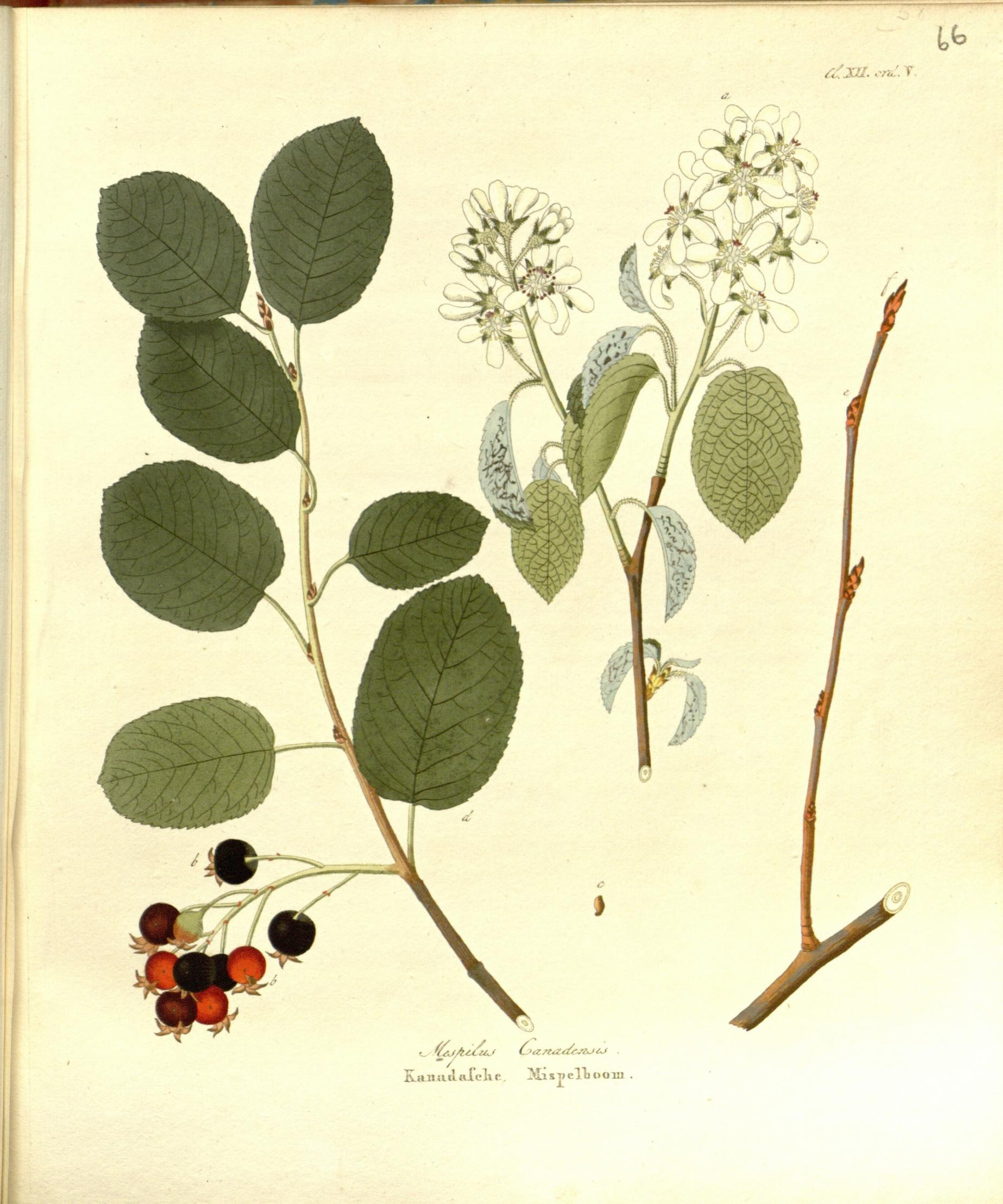
Il·lustració botànica amb noms en més d'una llengua

En llibres i publicacions diverses és força freqüent que les denominacions vernaculars de plantes i d'animals vagin acompanyades de noms en altres llengües.
Exemples de publicacions amb els noms comuns en almenys 3 llengües, que inclouen el català:
 - FloraCatalana.net. La flora del nostre entorn. http://www.floracatalana.net/
- Font i Quer, P., Plantas medicinales, el Dioscorides renovado. 4a. ed. Barcelona: Ed. Labor, 1978 (es, ca, aran, eu, gl, pt)
- MMPND-Multilingual Multiscript Plant Name Database (Base de dades multilingüe i multialfabètica dels noms de les plantes)
- Riutort, M., 2006. Els noms de les baies en alemany i islandès i llur traducció al català. Vocabulari trilingüe alemany-islandès-català. Baccae - Beeren - Ber - Baies. València: Festschrift Herta Schulze-Schwarz. http://usuaris.tinet.cat/mrr/baies/baies2.html
- Tela Botanica, 2000-2009. Botanique: eFlore - Fiches plantes; > Ethnobota > Noms comuns (ca, en, es, fr, de, el, it, nl). http://www.tela-botanica.org/page:eflore
- Castroviejo, S. (coord. gen.). 1986-2012. Flora iberica 1-8, 10-15, 17-18, 21. Madrid: Real Jardín Botánico, CSIC. > Géneros > Descripción del género (pdf) (es, ca, gl, eu, pt). http://www.floraiberica.org/index.php
- Anthos. Sistema de información de las plantas de España. Real Jardín Botánico, CSIC- Fundación Biodiversidad. Recurso electrónico en www.anthos.es. anthos > Ficha > Nombres vernáculos (es, ca, gl, eu, pt). http://www.anthos.es/
Stewart R. Hinsley, 2004-2009. Malvaceae sensu APG (includes the traditional Bombacaceae, Sterculiaceae (± Byttneriaceae) & Tiliaceae) > Index to Vernacular Names of Malvaceae / > by species / http://www.malvaceae.info/